# Heinrich Dinkelbach

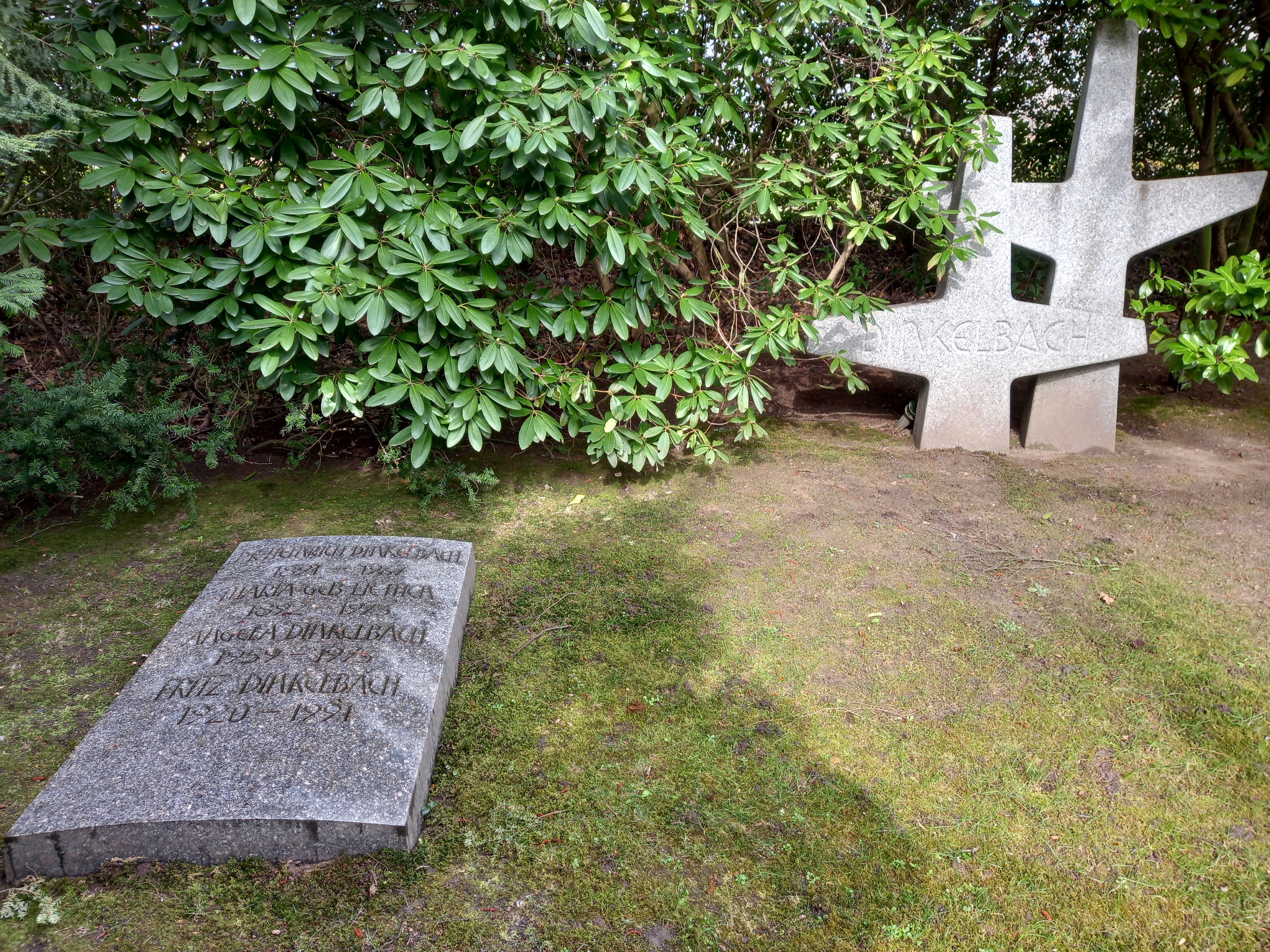
Das Grab von Heinrich Dinkelbach und seiner Ehefrau Maria geborene Liethen im Familiengrab auf dem Hauptfriedhof Mülheim an der Ruhr

Heinrich Dinkelbach (* 12. Januar 1891 Mülheim an der Ruhr; † 25. Februar 1967 in Düsseldorf) war ein deutscher Industriemanager und maßgeblicher Akteur bei der Einführung der paritätischen Mitbestimmung in der westdeutschen Montanindustrie.

## Leben und Wirken
Heinrich Dinkelbach wuchs als Sohn eines Arbeiters in Mülheim an der Ruhr auf, besuchte bis 1905 die Volksschule und absolvierte anschließend eine kaufmännische Lehre in einem Baugeschäft. 1909 wurde er Angestellter in der Maschinenfabrik Thyssen & Co., wo man ihn  im Alter von 32 Jahren zum Prokuristen ernannte.
1925 wurde er Prokurist der August Thyssen-Hütte und war an den Vorbereitungen der Fusion von Rheinelbe-Union, Thyssen, Phoenix und Rheinstahl zur Vereinigten Stahlwerke AG beteiligt, wo er 1926 Abteilungsdirektor wurde. Durch seine Verdienste unter anderem bei der Dezentralisierung des Stahlriesens 1933, wurde Dinkelbach Ende 1933 stellvertretendes Vorstandsmitglied und 1936 ordentliches Vorstandsmitglied.
Laut Lutz Budraß war Dinkelbach die „rechte Hand“ von Albert Vögler.
Nach dem Zweiten Weltkrieg trat er 1946 an die Spitze der Treuhandverwaltung, welche im Auftrag der North German Iron and Steel Control arbeitete und die Entflechtung der Stahlindustrie zum Ziel hatte. Im Zuge der Entflechtung setzte Dinkelbach in Kooperation mit den Gewerkschaften die paritätische Mitbestimmung in den Aufsichtsräten der neugebildeten Stahlunternehmen durch, die 1951 im Montanmitbestimmungsgesetz festgeschrieben wurde.
Heinrich Dinkelbach engagierte sich für zahlreiche Sozialprojekte im Heiligen Land. Er war Mitglied des Deutschen Vereins vom Heiligen Lande. 1950 wurde er von Kardinal-Großmeisters Nicola Kardinal Canali in den Ritterorden vom Heiligen Grab zu Jerusalem aufgenommen und am 7. Dezember 1950 im Kölner Dom von Erzbischof Lorenz Jaeger, Großprior der deutschen Statthalterei, in den Päpstlichen Laienorden investiert. Er gehörte der Komturei Düsseldorf an.

## Ehrungen und Auszeichnungen
- Ehrensenator der Universität zu Köln, 1941
- Ehrensenator der Technischen Hochschule Berlin
- Ritterkreuz des Ritterordens vom Heiligen Grab zu Jerusalem, 1950
- Ehrendoktor rer. pol. h.c. der Westfälischen Wilhelms-Universität Münster, 1951
- Großes Verdienstkreuz des Verdienstordens der Bundesrepublik Deutschland, 1953
- Stern zum Verdienstkreuz des Verdienstordens der Bundesrepublik Deutschland, 1961
- Namensgeber der Straße Dinkelbachhöhe in Mülheim an der Ruhr, 1956

## Schriften
- Gegenwartsfragen der kaufmännischen Betriebswirtschaft. Düsseldorf 1933